# دافيد سوسا
فرانسيسكو دافيد سوسا فرانكيلو (بالإسبانية: Francisco David Sousa Franquelo)‏ (مواليد 3 فبراير 1980) هو لاعب كرة قدم إسباني سابق في مركز الهجوم ، ولعب للعديد من الأندية الإسبانية ، إلى جانب فريق نيا سلاميس فاماغوستا القبرصي.

## روابط خارجية
- دافيد سوسا على موقع الاتحاد الدولي (مؤرشف)  (الإنجليزية)
- دافيد سوسا على موقع قاعدة بيانات كرة القدم.إي يو (الإنجليزية)
- دافيد سوسا على موقع Soccerway.com (الإنجليزية)
- David Sousa